# جيمس باتون برستون
جيمس باتون برستون هو سياسي أمريكي، ولد في 21 يونيو 1774 في مقاطعة مونتغومري في الولايات المتحدة، وتوفي بنفس المكان في 4 مايو 1843. نشط حزبياً في الحزب الجمهوري الديمقراطي.

## مناصب
- انتخب عضو مجلس نواب فرجينيا  [لغات أخرى]‏.
- انتخب عضو مجلس نواب فرجينيا  [لغات أخرى]‏ (3 ديسمبر 1810 – 30 نوفمبر 1812).
- انتخب حاكم فرجينيا [الإنجليزية]‏ (1 ديسمبر 1816 – 1 ديسمبر 1819).
- انتخب عضو مجلس ولاية فرجينيا  [لغات أخرى]‏.